# Fülöp (családnév)
A Fülöp régi magyar családnév. Apanév, régi egyházi személynév. 2020-ban az 52. leggyakoribb családnév volt Magyarországon. 15 680 személy viselte ezt a vezetéknevet.

## Híres Fülöp nevű személyek
- Fülöp Alajos (1831–1902) római katolikus pap
- Fülöp Márton (1983–2015) válogatott labdarúgó
- Fülöp Mihály (1936–2006) világbajnok, olimpiai bronzérmes vívó
- Fülöp Zsigmond (1935–2014) Jászai Mari-díjas színművész